# 乌镇茅盾故居
乌镇茅盾故居位于浙江省桐乡市乌镇东区观前街19号的茅盾故居，是茅盾出生和生活的地方，也是茅盾进行早期创作的地方。

## 历史
茅盾故居是一幢面宽四间前后两进的两层木构架清式民居，面积约450平方米。故居南临观前街，西临修真观，东临立志书院。1985年，在对故居修复后，辟为茅盾故居，向公众开放。1988年1月13日，中国国务院确定为全国重点文物保护单位。

## 图片

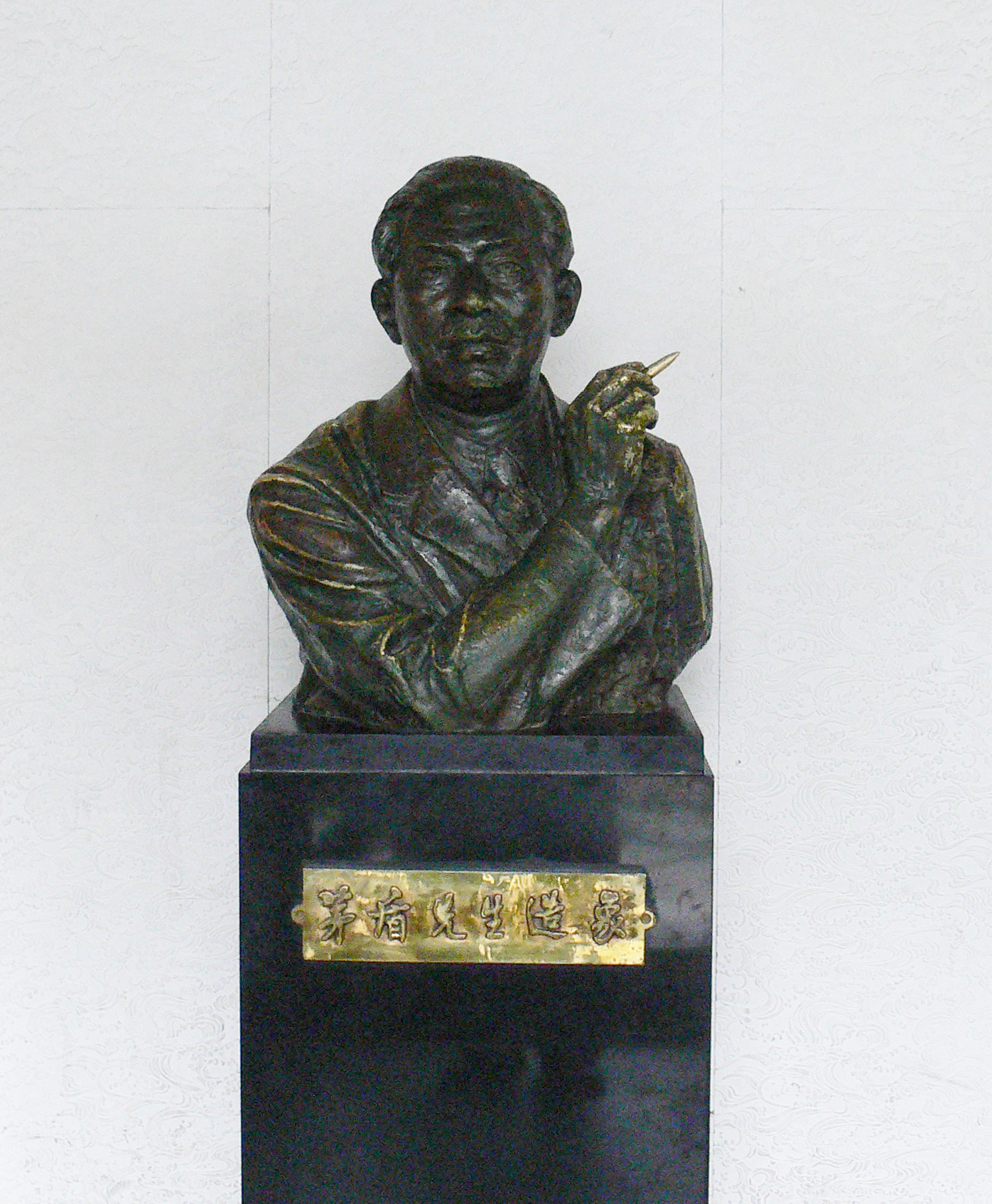
乌镇茅盾故居茅盾铜像
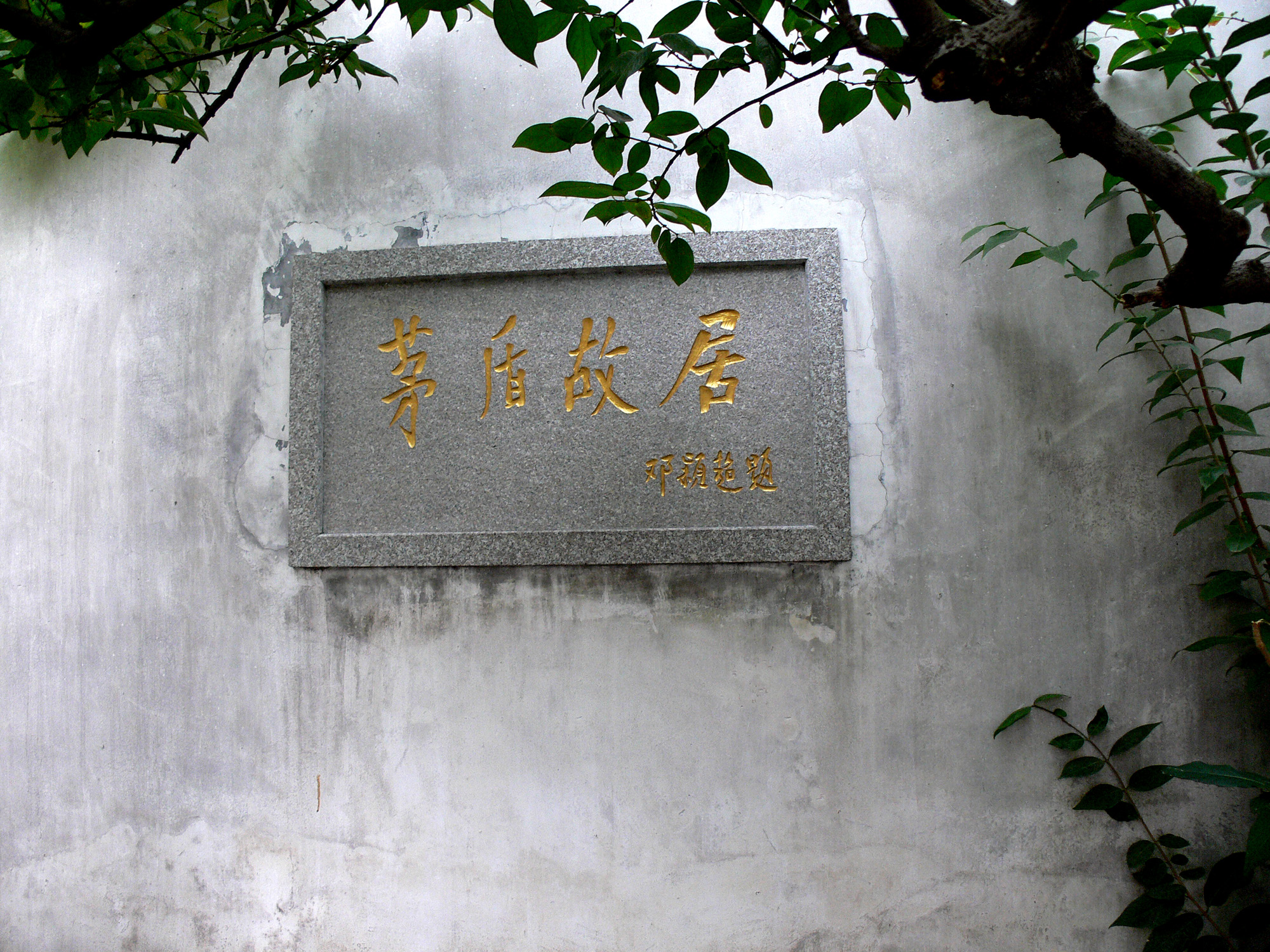
邓颖超手书“茅盾故居”匾
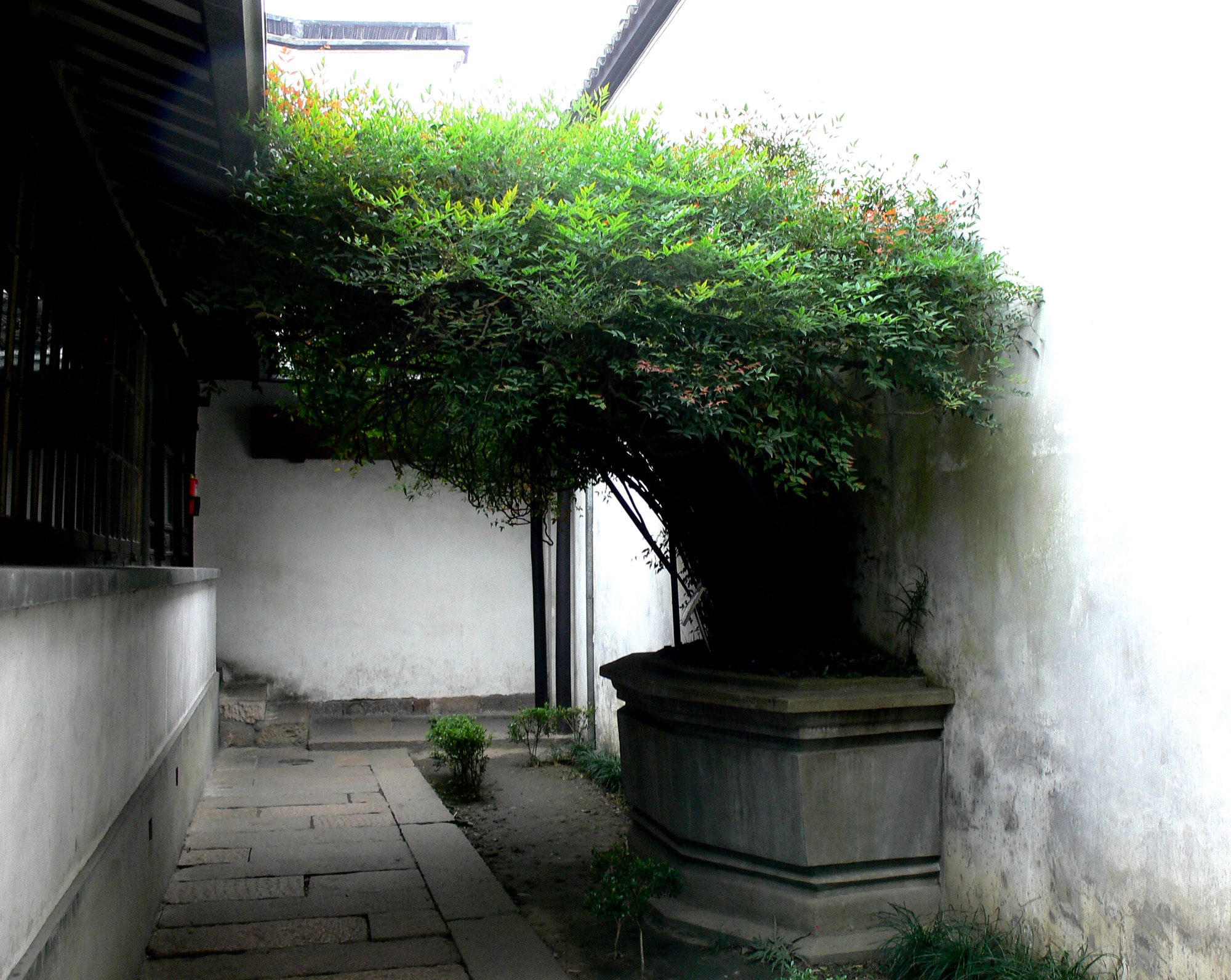
乌镇茅盾故居茅盾手植南天竹